# Incasel
La Indústria de Carrocerías Serrana Ltda., más conocida por Incasel, fue una empresa brasileña, fabricante de carrocerías de autobuses, con sede en la ciudad de Erechim, estado de Río Grande do Sul.

## Historia
Incasel comenzó en junio de 1949 cuando se monta una carrocería de madera cada mes. Con el tiempo, la producción y cobró impulso en la década de 1960 ya había conquistado el mercado en otros estados de la región sur del país, pero ahora con sus productos de estructura metálica. Sus modelos eran copias de otros fabricantes.
En la década siguiente, Incasel ya se produjo diez unidades mensuales, cuando empezó a servir al mercado nacional. Presentado por primera vez en el Salón del Automóvil en su séptima edición, cuando se expone su modelo Continental, montado sobre un chasis Mercedes-Benz LP. Dos años más tarde, en la próxima edición, mostró el rodoviario Continental II, con varios cambios técnicos y estéticos en comparación con la versión anterior: marco de acero tubular, ventanas más grandes, las columnas inclinadas, muchos detalles de confort para los pasajeros, el panel y la fibra capó rediseñado , asiento del conductor con suspensión hidráulica y aseo en una sola pieza. En el mismo acto se presentó la primera ciudad de la nueva fase, el Belvedere sobre los tradicionales chasis con motor delantero de Mercedes-Benz.
En el IX Salón en 1974, el Continental, ahora en la versión III, mostró mejoras estéticas, los más visibles de ellos una nueva parrilla participación de los faros; Además del aumento de la utilización de fibra de vidrio, siguiendo la tendencia también estaba equipado con baños químicos con desechos desintegrador. Poco después, su micro único, bautizado Pônei, más allá del Continental RT, con piso y techo semi-alta.
A partir de ahí, la producción de Incasel finalmente comenzó a adquirir su propia personalidad. El nuevo rodoviario fue lanzado en 1976, llamado Jumbo para conducir el agente de distancia. En 1978, el modelo urbano ha sido renovado, con el lanzamiento del Cisne y, un año después, el Minuano, adecuado para el funcionamiento en los pasillos. En 1981 la línea de ruta se ha ganado su versión más pesada, el Delta.
La producción de Incasel ha seguido creciendo, pasando de 116 unidades en 1971 a 555 en 1980, con un promedio de cerca de 50 carrocerías al mes. En 1981, año de recesión económica, prácticamente mantuvo el total del año anterior, con 523 unidades. Durante esos años ganado importantes clientes en el segmento de carretera, incluyendo Eucatur, que opera las rutas existentes más largo del país, que une el sur hasta el extremo norte del país.
A partir de entonces, los desacuerdos corporativos trajeron problemas para la empresa, deterioro de la situación financiera y que conduce a despidos y la reducción de la producción gradualmente, cayendo a menos de 20 unidades al mes. Incapaz de pagar la deuda acumulada al final de ese año tuvieron la quiebra de Incasel. En octubre de 1985 su propiedad presentada a la subasta, se vendieron por el Grupo Comil, fabricante de silos y equipos agrícolas de Cascavel, que en menos de tres meses se reanudó la producción. Bajo el nuevo nombre corporativo - Industria de Carrocerías Erechim - sustituido en línea los mismos seis modelos de Incasel (urbanos Cisne y Minuano, rodoviarios Continental, Jumbo, Delta y Columbia). Fue sólo en 1987 que lanzó su primer modelo de diseño propio. Comil terminó la primera década del nuevo siglo como el quinto mayor fabricante nacional, con más de 2.600 unidades producidas en 2009.

## Productos

### Modelos antiguos
- Continental
- Belvedere
- Ponei
- Jumbo
- Minuano
- Cisne
- Delta
- Colúmbia

- Datos: Q27516764